# Stuttgart Super 9 1998 - Qualificazioni singolare
Le qualificazioni del singolare  dello Stuttgart Super 9 1998 sono state un torneo di tennis preliminare per accedere alla fase finale della manifestazione. I vincitori dell'ultimo turno sono entrati di diritto nel tabellone principale. In caso di ritiro di uno o più giocatori aventi diritto a questi sono subentrati i lucky loser, ossia i giocatori che hanno perso nell'ultimo turno ma che avevano una classifica più alta rispetto agli altri partecipanti che avevano comunque perso nel turno finale.
Le qualificazioni dello Stuttgart Super 9 1998 prevedevano 24 partecipanti di cui 6 sono entrati nel tabellone principale.

## Teste di serie
1. Franco Squillari (Qualificato)
2. Albert Portas (ultimo turno)
3. Hernán Gumy (primo turno)
4. Lucas Arnold Ker (primo turno)
5. Fernando Vicente (Qualificato)
6. Sébastien Grosjean (Qualificato)

1. Ján Krošlák (primo turno)
2. Juan Antonio Marín (ultimo turno)
3. Radomír Vašek (Qualificato)
4. Jacobo Diaz-Ruiz (ultimo turno)
5. Juan-Albert Viloca-Puig (primo turno)
6. Marco Meneschincheri (Qualificato)

## Qualificati
1. Franco Squillari
2. Marco Meneschincheri
3. Michael Kohlmann

1. Radomír Vašek
2. Fernando Vicente
3. Sébastien Grosjean

## Tabellone

### Legenda
| - Q = Qualificato - WC = Wild card - LL = Lucky loser | - ALT = Alternate - SE = Special Exempt - PR = Protected Ranking | - w/o = Walkover - r = Ritirato - d = Squalificato |

### Sezione 1
|  | Primo turno | Primo turno             | Primo turno             | Primo turno | Primo turno |  |  | Ultimo turno | Ultimo turno           | Ultimo turno           | Ultimo turno | Ultimo turno |  |
|  |             |                         |                         |             |             |  |  |              |                        |                        |              |              |  |
|  | 1           | Franco Squillari        | 6                       | 4           | 7           |  |  |              |                        |                        |              |              |  |
|  |             | Gérard Solvès           | 2                       | 6           | 6           |  |  | 1            | Franco Squillari       | Franco Squillari       | 6            | 6            |  |
|  |             | Emilio Benfele Álvarez  | Emilio Benfele Álvarez  | 6           | 6           |  |  |              | Emilio Benfele Álvarez | Emilio Benfele Álvarez | 4            | 3            |  |
|  | 11          | Juan-Albert Viloca-Puig | Juan-Albert Viloca-Puig | 3           | 1           |  |  |              |                        |                        |              |              |  |

### Sezione 2
|  | Primo turno | Primo turno          | Primo turno          | Primo turno | Primo turno |  |  | Ultimo turno | Ultimo turno         | Ultimo turno | Ultimo turno | Ultimo turno |  |
|  |             |                      |                      |             |             |  |  |              |                      |              |              |              |  |
|  | 2           | Albert Portas        | 5                    | 6           | 6           |  |  |              |                      |              |              |              |  |
|  |             | Jose Imaz-Ruiz       | 7                    | 4           | 1           |  |  | 2            | Albert Portas        | 7            | 6            | 3            |  |
|  | 12          | Marco Meneschincheri | Marco Meneschincheri | 6           | 6           |  |  | 12           | Marco Meneschincheri | 6            | 7            | 6            |  |
|  |             | Bernd Karbacher      | Bernd Karbacher      | 4           | 4           |  |  |              |                      |              |              |              |  |

### Sezione 3
|  | Primo turno | Primo turno      | Primo turno      | Primo turno      | Primo turno |  |  | Ultimo turno | Ultimo turno     | Ultimo turno     | Ultimo turno | Ultimo turno |  |
|  |             |                  |                  |                  |             |  |  |              |                  |                  |              |              |  |
|  |             | Michael Kohlmann | Michael Kohlmann | Michael Kohlmann | 5           |  |  |              |                  |                  |              |              |  |
|  | 3           | Hernán Gumy      | Hernán Gumy      | Hernán Gumy      | 4r          |  |  |              | Michael Kohlmann | Michael Kohlmann | 6            | 6            |  |
|  | 10          | Jacobo Diaz-Ruiz | Jacobo Diaz-Ruiz | 6                | 6           |  |  | 10           | Jacobo Diaz-Ruiz | Jacobo Diaz-Ruiz | 1            | 2            |  |
|  |             | Alberto Martín   | Alberto Martín   | 1                | 2           |  |  |              |                  |                  |              |              |  |

### Sezione 4
|  | Primo turno | Primo turno      | Primo turno | Primo turno | Primo turno |  |  | Ultimo turno | Ultimo turno     | Ultimo turno | Ultimo turno | Ultimo turno |  |
|  |             |                  |             |             |             |  |  |              |                  |              |              |              |  |
|  |             | Sebastián Prieto | 5           | 7           | 6           |  |  |              |                  |              |              |              |  |
|  | 4           | Lucas Arnold Ker | 7           | 5           | 3           |  |  |              | Sebastián Prieto | 3            | 7            | 2            |  |
|  | 9           | Radomír Vašek    | 1           | 6           | 7           |  |  | 9            | Radomír Vašek    | 6            | 5            | 6            |  |
|  |             | Markus Hantschk  | 6           | 3           | 5           |  |  |              |                  |              |              |              |  |

### Sezione 5
|  | Primo turno | Primo turno      | Primo turno      | Primo turno | Primo turno |  |  | Ultimo turno | Ultimo turno     | Ultimo turno | Ultimo turno | Ultimo turno |  |
|  |             |                  |                  |             |             |  |  |              |                  |              |              |              |  |
|  | 5           | Fernando Vicente | Fernando Vicente | 7           | 6           |  |  |              |                  |              |              |              |  |
|  |             | Boris Bachert    | Boris Bachert    | 5           | 3           |  |  | 5            | Fernando Vicente | 2            | 6            | 7            |  |
|  |             | Ján Krošlák      | 4                | 7           | 6           |  |  |              | Ján Krošlák      | 6            | 1            | 5            |  |
|  | 7           | Arnaud Clément   | 6                | 6           | 3           |  |  |              |                  |              |              |              |  |

### Sezione 6
|  | Primo turno | Primo turno        | Primo turno        | Primo turno | Primo turno |  |  | Ultimo turno | Ultimo turno       | Ultimo turno | Ultimo turno | Ultimo turno |  |
|  |             |                    |                    |             |             |  |  |              |                    |              |              |              |  |
|  | 6           | Sébastien Grosjean | Sébastien Grosjean | 6           | 6           |  |  |              |                    |              |              |              |  |
|  |             | Renzo Furlan       | Renzo Furlan       | 2           | 2           |  |  | 6            | Sébastien Grosjean | 6            | 5            | 6            |  |
|  | 8           | Juan Antonio Marín | Juan Antonio Marín | 6           | 6           |  |  | 8            | Juan Antonio Marín | 3            | 7            | 2            |  |
|  |             | Karsten Braasch    | Karsten Braasch    | 2           | 4           |  |  |              |                    |              |              |              |  |